# 藤野忠次郎
藤野 忠次郎（ふじの ちゅうじろう、1901年2月21日 - 1985年7月23日）は、日本の経営者。三菱商事社長、会長を務め、「三菱商事の中興の祖」でもある。埼玉県出身。

## 経歴・人物
1925年に東京帝国大学法学部を卒業し、三菱商事に入社。1956年5月に常務に就任した。戦後直後に渉外部長として、財閥解体でGHQとの折衝役を務めた
1947年に取締役に就任し、1964年5月に副社長に就任した。1966年4月に社長に就任し、1967年に三井物産を抜き、総合商社トップの座につくことを実現させた。1974年に会長に就任した。東京商工会議所副頭取、三菱電機取締役、三菱倉庫取締役、三菱重工業取締役、金曜会の代表世話人なども歴任した。
ハーバード大学に日本研究活動助成金100万ドルを寄付するなど国際交流にも尽力した。
1971年4月に勲二等旭日重光章を受章し、1981年4月に勲一等瑞宝章を受章した。
1985年7月23日呼吸不全のために死去。84歳没。